# Makara (Mythologie)

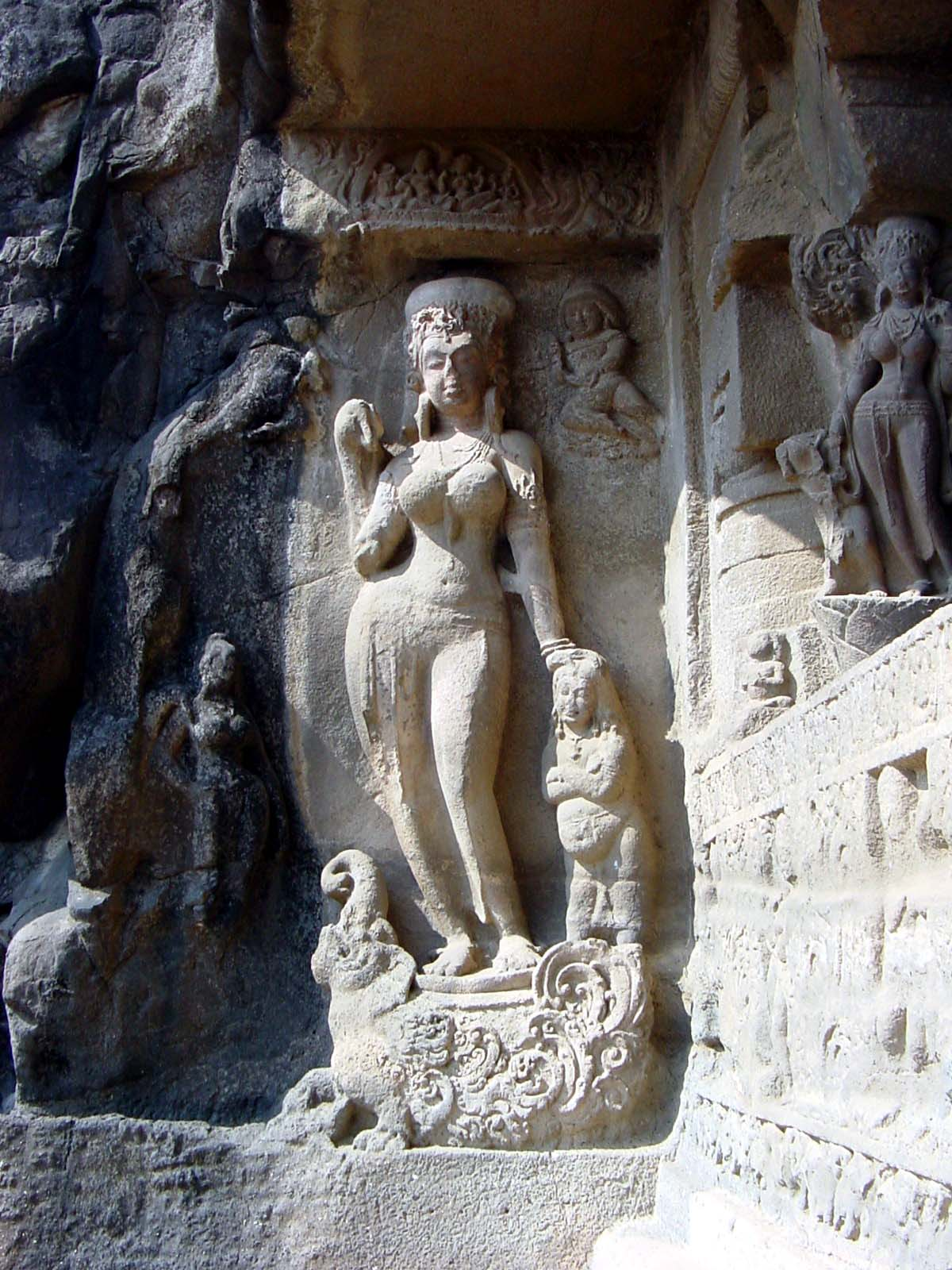
Göttin Ganga auf einem Makara, Ellora, Höhle 21, Indien (um 700)

Ein Makara (Sanskrit मकर makara m.) ist ein Wesen aus der hinduistischen Mythologie. Es ist das Reittier (vāhana) der hinduistischen Flussgöttin Gangā und des Gottes Varuna bzw. von dessen Gemahlin Varuni. Es ist auch eins der Insignien von Kamadeva, einem hinduistischen Gott, der Liebe und Lust repräsentiert; Kamas Flagge (dhvaja) ist als karkadhvaja bekannt, also eine Flagge, auf der ein Makara abgebildet ist.

## Abgrenzung
Im Gegensatz zu den löwenähnlichen Yalis oder Vyalas werden die Makaras traditionell als Wasserwesen angesehen, in einigen alten Texten werden sie mit einem Krokodil verglichen, in anderen mit einem Delphin. Wiederum andere Quellen beschreiben ein Makara als ein Mischwesen mit dem Körper eines Fisches und dem Kopf eines Elefanten. Teilweise gilt es auch als Fabelwesen aus Elefant, Schildkröte, Fisch und Krokodil, dessen Eigenschaften es verkörpert. Aus seinem Maul geht alle pflanzliche und tierische Nahrung hervor; es gilt somit auch als Fruchtbarkeitsgenius.

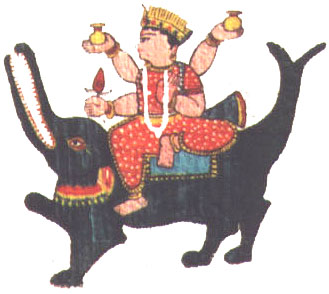
Darstellung der Göttin Ganga auf ihrem Vāhana (Tragtier) Makara

In der Astrologie wird ein Makara oft als Seepferd dargestellt und entspricht in der westlichen Astrologie dem Steinbock.

## Makara in Indien
Bereits an den frühesten indischen Höhlentempeln, den Barabar-Höhlen in Bihar, finden sich Makaras. Sie ziehen sich mehr oder weniger häufig bzw. ausgeprägt durch die nord- und südindische Kunst. Ein besonders schönes mittelalterliches Exemplar findet sich unter den Füßen der Göttin Ganga im Eingangsbereich zur Höhle 21 in Ellora. Da die Sockelzonen nahezu aller Tempel oft Beschädigungen durch Wasser und/oder Fußtritte ausgesetzt waren, sind viele Makaras völlig oder beinahe zerstört. Aus späterer Zeit sind auch gemalte Makaras erhalten.

## Makara in Thailand

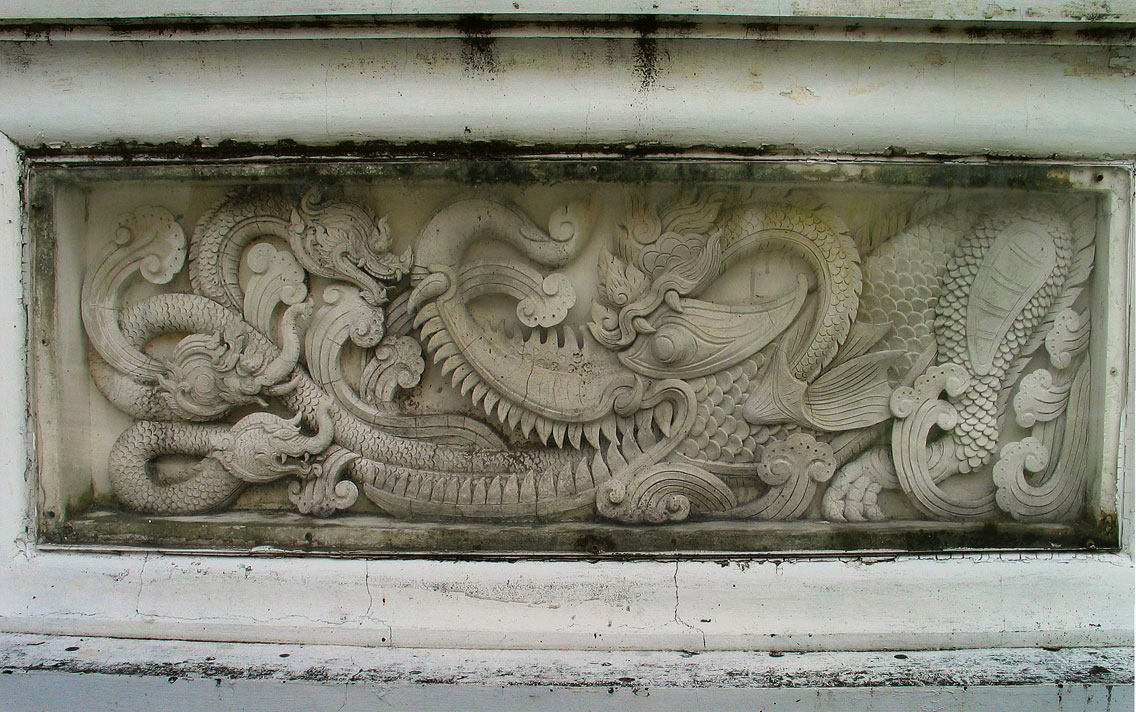
Relief eines Makara, Wat Suthat, Bangkok

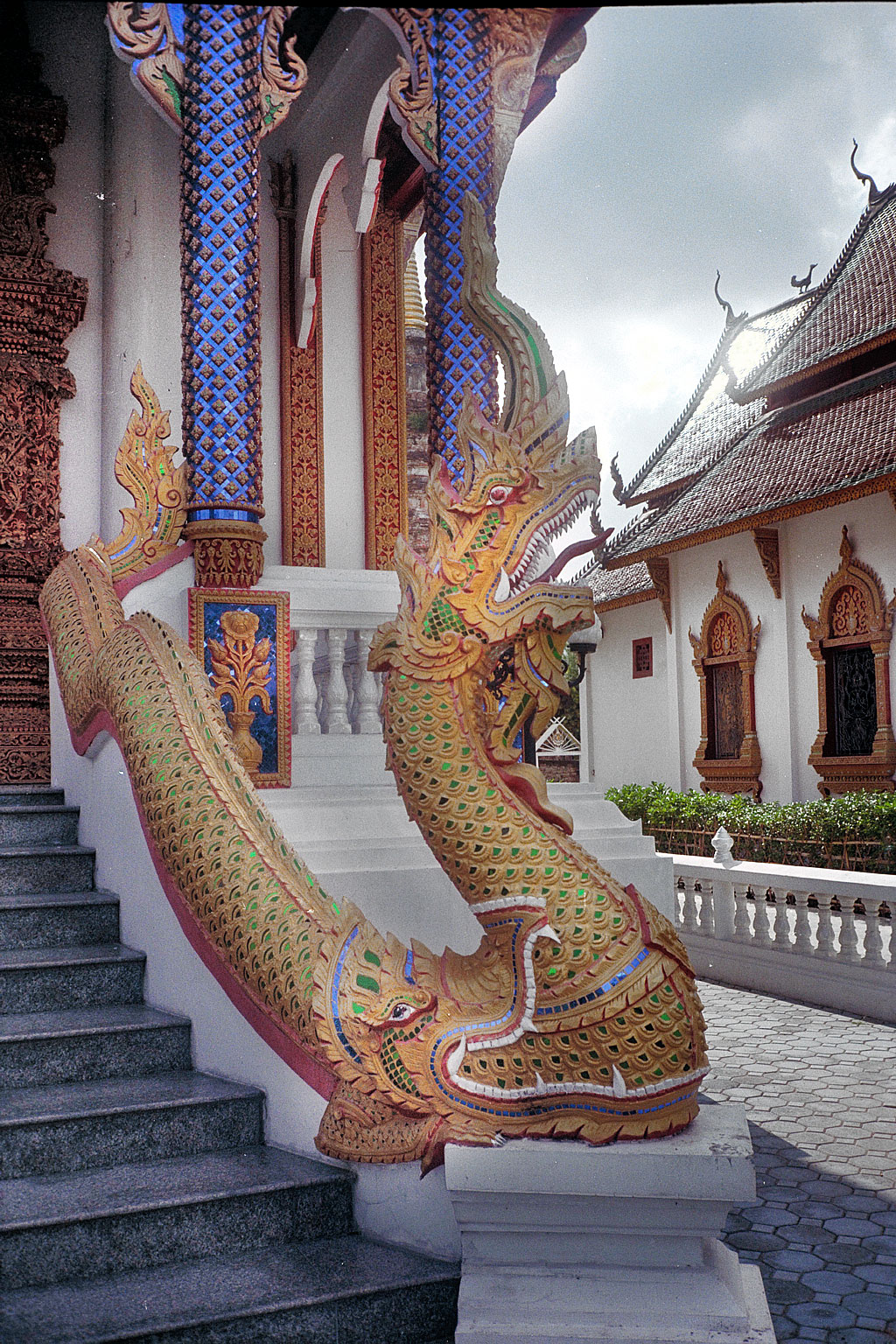
Makara mit Naga, Ubosot of Wat Saen Muang Ma, Chiang Mai

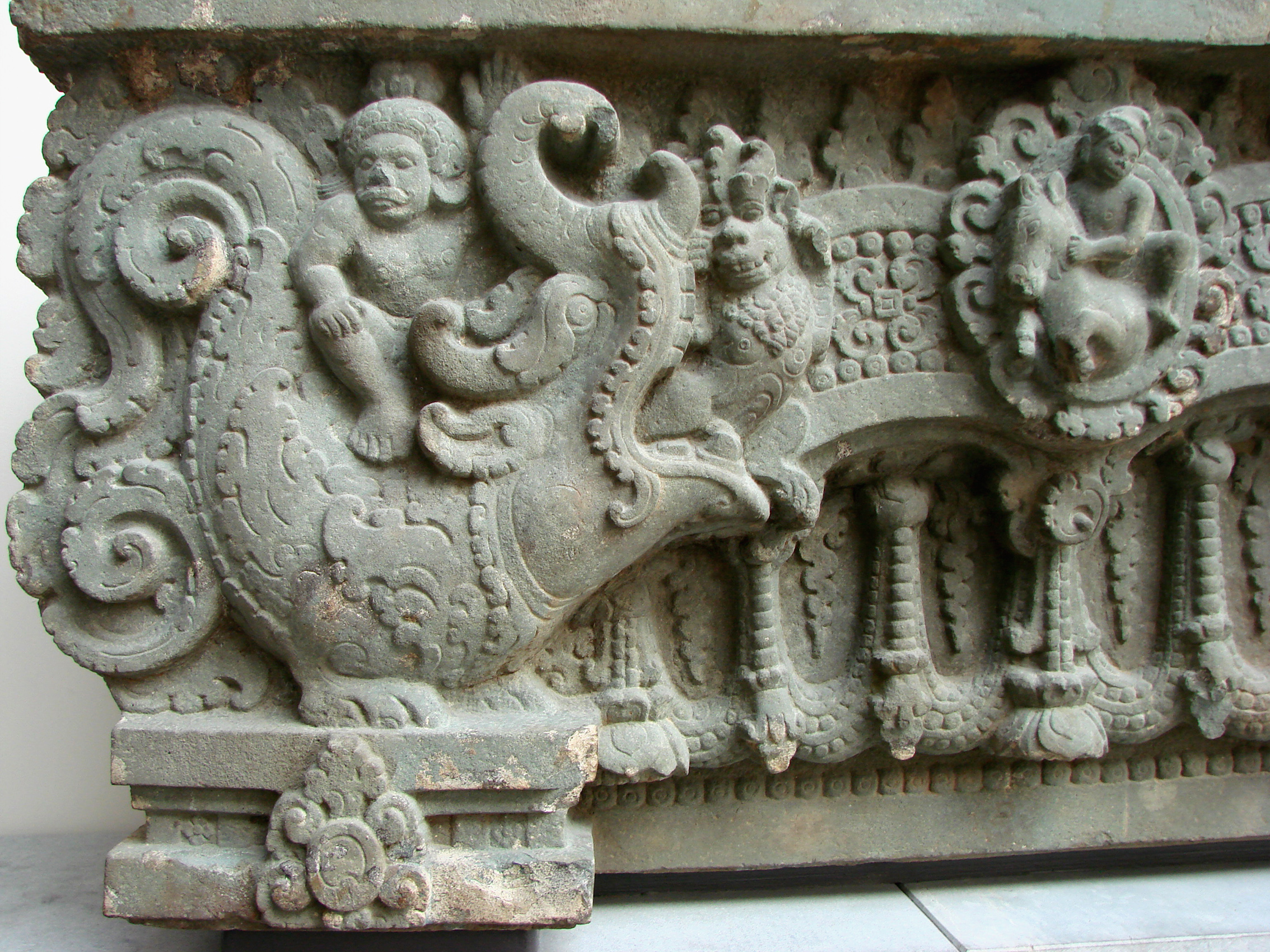
Makara auf dem Türsturz eines Khmer-Tempels

Makara wird in Thailand Mangkon (Thai: มังกร, Aussprache maŋkɔːn, auch Makorn – มกร, andere Schreibweise Mangkorn) genannt.

### Fabelwesen

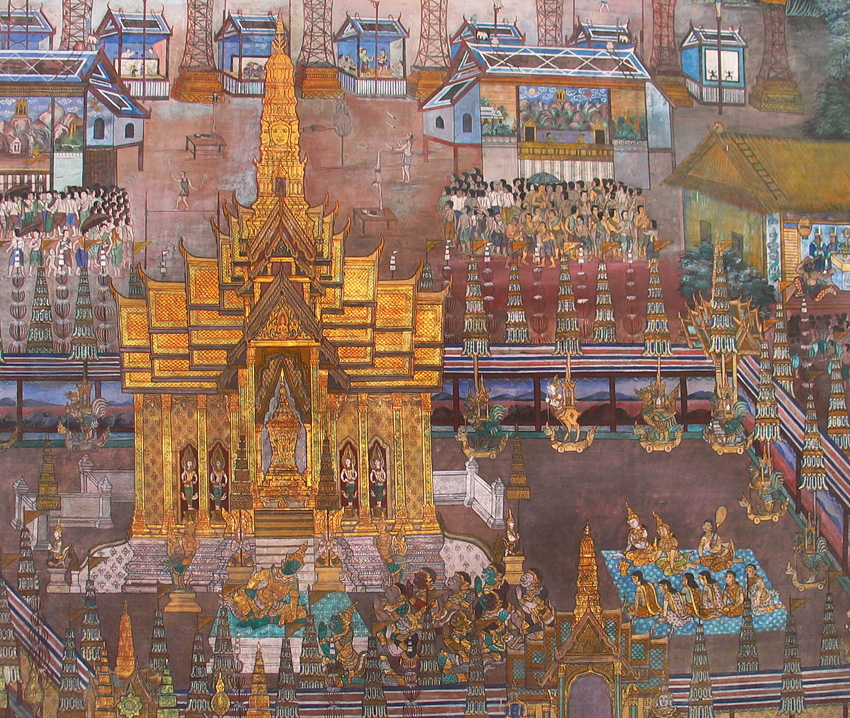
Darstellung einer Kremation mit Katafalk und Urne, im Hintergrund aufgereihte Fabeltiere auf Rädern, Ramakien-Malerei im Wat Phra Kaeo, Bangkok

Das Fabeltier Mangkon ist der Drache in der thailändisch/laotischen Mythologie. Er ist wie die Naga ein Wasserwesen. Ein Mangkon wird in thailändischen Kunstwerken häufig als Hybrid-Wesen dargestellt, bei dem ein Körperteil (meistens der Kopf) vom Drachen abstammt, der Rest des Körpers von anderen Fabeltieren. Diese Hybrid-Wesen wurden in der Rattanakosin-Zeit in alten Handschriften dargestellt, von denen nur noch einige überliefert sind. Sie wurden betitelt als „Bücher mit Bildern verschiedener Tierfiguren, die für die Prozessionen anlässlich der königlichen Verbrennungen gebraucht werden“. Die Tiere stammen aus dem mythologischen Schneewald (Himaphan), der sich an den Hängen des Berges Meru befindet. Sie erinnern an Darstellungen in der Kunst Angkors, wie im Prasat Thom in Koh Ker oder in Banteay Srei. In der thailändischen Literatur wurden sie zuerst im Traiphum Phra Ruang erwähnt.
Darstellungen der Hybrid-Wesen finden sich noch heute in vielen thailändischen Tempeln (Wat), am bekanntesten sind die goldenen Statuen auf der Oberen Terrasse des Wat Phra Kaeo. Überlebensgroße Nachbildungen wurden früher in den Umzügen mitgeführt, welche königliche Urnen zum Verbrennungsplatz geleiteten. Auf dem Verbrennungsplatz wurde ein Katafalk nach dem Vorbild des Meru errichtet.

### Thailändische Kunst
In der thailändischen Kunst kann ein Makara leicht mit einer Naga verwechselt werden. Makaras sind in ganz Südostasien auf Bögen und an Treppen, an Statuen und als Thronverzierungen abgebildet. Der thailändische Makara ist zweifellos ein Reptil, ähnlich einem Krokodil. Ein Makara hat jedoch im Gegensatz zur Naga nur einen einzigen Kopf mit einer welligen, länglichen Schnauze und einem weiten Maul mit scharfen Zähnen. Er hat entweder einen gewundenen Körper, oder einen Körper mit kurzen Vorderbeinen, oder gar keinen Körper jedoch mit einem langen, scheinbar belaubtem, manchmal schuppigem Schwanz.
Makara werden an Tempelgebäuden in Thailand häufig zusammen mit einem Kirtimukha (Thai: กิร์ติมุขะ, Sanskrit: „Antlitz der Glorie“, auch Kirttimukha oder Kala) dargestellt, einem löwenköpfigen „Dämonen“ aus der hinduistischen Mythologie, der sich in seinem wilden Hunger selbst auffraß, bis nur noch sein Kopf übrig blieb. So wie der Kirtimukha Vegetation ausspeit, so entspringen dem Maul der Makara ein- oder mehrköpfige Nagas. Bereits an den Tempeln der Khmer befinden sich Makara zusammen mit Kirttimukha über den Eingangstoren, wie zum Beispiel im Banteay Srei und auch im Angkor Wat. Erste Beispiele in Thailand finden sich am Wat Sri Sawai (Thai: วัดศรีสวาย), aber auch im Wat Mahathat (วัดมหาธาตุ), beide in Sukhothai. Die Künstler von Sukhothai übernahmen später den Makara in ihr Repertoire. In der Aureole des Phra Phuttha Chinnarat, der Haupt-Buddha-Statue des Wat Benchamabophit, sind rechts und links zwei elegante Makara integriert, die blumige Flamboyants ausspeien.

### Andere Bedeutungen
„Mangkon“ (Makara) kann in Thailand auch folgende Bedeutungen haben:
- McFarlands Thai-English Dictionary beschreibt einen Mangkon als:
  - ein mythologischer Fisch oder Seemonster, ein märchenhafter Seedrache,
  - Russell-Feuerfisch (pterois russelli), auch Dornfisch, (Skorpion-Fisch – Muraenesox cinereus),
  - ein kleiner, schuppenloser Salzwasser-Fisch, der etwa die Größe eines menschlichen Daumens erreichen kann. Er ist häufig in Salzwasser-Kanälen anzutreffen.

- Mangkon wird (selten) als Vorname für Männer verwendet. Die Kurzform „Gon“ gibt es häufiger. Häufig geben sich Muay-Thai-Kämpfer einen Namen, in dem Mangkon vorkommt: z. B. „Mungkorn Dam“ (Schwarzer Drache – unterschiedliche Schreibweise aus englischem Sprachraum).
- Wat Mangkon ist ein historischer Tempel im Sukhothai Historical Park (Provinz Sukhothai)